# Prince Charles Pipe Band
Le Prince Charles Pipe Band est un Pipe band américain originaire de San Francisco. Fondé en 1967 et nommé en référence à Charles Édouard Stuart, il évolue pendant les années 2000 en Grade I au Championnat du monde de pipe band